# مناخ غانا

خريطة توضح تصنيف كوبن للمناخ في غانا.

مناخ غانا هو مناخ مداري. الحزام الساحلي الشرقي دافئ وجاف نسبيًا، الركن الجنوبي الغربي من غانا حار ورطب، وشمال غانا حار وجاف. وبحكم موقع غانا على خليج غينيا، حيث تقع على بضع درجات شمال خط الاستواء، ذلك يعطيها مناخًا دافئًا.

## المناخ
يظهر الجدول التالي التغييرات المناخية على مدار السنة لمناخ غانا:
| البيانات المناخية لـمناخ غانا     | البيانات المناخية لـمناخ غانا | البيانات المناخية لـمناخ غانا | البيانات المناخية لـمناخ غانا | البيانات المناخية لـمناخ غانا | البيانات المناخية لـمناخ غانا | البيانات المناخية لـمناخ غانا | البيانات المناخية لـمناخ غانا | البيانات المناخية لـمناخ غانا | البيانات المناخية لـمناخ غانا | البيانات المناخية لـمناخ غانا | البيانات المناخية لـمناخ غانا | البيانات المناخية لـمناخ غانا | البيانات المناخية لـمناخ غانا |
| الشهر                             | يناير                         | فبراير                        | مارس                          | أبريل                         | مايو                          | يونيو                         | يوليو                         | أغسطس                         | سبتمبر                        | أكتوبر                        | نوفمبر                        | ديسمبر                        | المعدل السنوي                 |
| --------------------------------- | ----------------------------- | ----------------------------- | ----------------------------- | ----------------------------- | ----------------------------- | ----------------------------- | ----------------------------- | ----------------------------- | ----------------------------- | ----------------------------- | ----------------------------- | ----------------------------- | ----------------------------- |
| متوسط درجة الحرارة الكبرى °م (°ف) | 30.1 (86.2)                   | 31.2 (88.2)                   | 31.6 (88.9)                   | 31.0 (87.8)                   | 30.0 (86.0)                   | 28.3 (82.9)                   | 27.1 (80.8)                   | 26.8 (80.2)                   | 27.4 (81.3)                   | 28.6 (83.5)                   | 30.0 (86.0)                   | 29.5 (85.1)                   | 29.2 (84.6)                   |
| متوسط درجة الحرارة الصغرى °م (°ف) | 24.5 (76.1)                   | 25.8 (78.4)                   | 26.2 (79.2)                   | 26.2 (79.2)                   | 25.4 (77.7)                   | 24.6 (76.3)                   | 23.5 (74.3)                   | 23.2 (73.8)                   | 23.6 (74.5)                   | 24.2 (75.6)                   | 24.3 (75.7)                   | 24.1 (75.4)                   | 24.6 (76.3)                   |
| معدل هطول الأمطار مم (إنش)        | 13.6 (0.54)                   | 40.3 (1.59)                   | 88.2 (3.47)                   | 115.7 (4.56)                  | 160.7 (6.33)                  | 210.4 (8.28)                  | 121.3 (4.78)                  | 88.9 (3.50)                   | 133.0 (5.24)                  | 128.1 (5.04)                  | 56.5 (2.22)                   | 24.6 (0.97)                   | 1٬184٫1 (46.62)               |
| متوسط الأيام الممطرة              | 2                             | 2                             | 5                             | 7                             | 11                            | 14                            | 7                             | 6                             | 8                             | 9                             | 4                             | 2                             | 77                            |
| متوسط الرطوبة النسبية (%)         | 79                            | 77                            | 77                            | 80                            | 82                            | 85                            | 85                            | 83                            | 82                            | 83                            | 80                            | 79                            | 85                            |
| ساعات سطوع الشمس الشهرية          | 214                           | 204                           | 223                           | 213                           | 211                           | 144                           | 142                           | 155                           | 171                           | 220                           | 240                           | 235                           | 2٬372                         |
| المصدر: weatherbase.com           |                               |                               |                               |                               |                               |                               |                               |                               |                               |                               |                               |                               |                               |